# Andrea Sixt
Andrea Sixt (* 4. Mai 1958 in Regensburg) ist eine deutsche Drehbuchautorin und Schriftstellerin.

## Werdegang
Sixt ist in Regensburg geboren und aufgewachsen. Sie studierte Versorgungstechnik in München, wo sie als Diplom-Ingenieur einige Jahre ein Unternehmen für Haustechnik leitete. Zusätzliche Berufserfahrungen sammelte sie im Fürstentum Monaco, wo sie einige Zeit lebte. 1995 machte sich Sixt als Drehbuchautorin selbstständig. Den Durchbruch feierte sie mit dem Kinoerfolg Workaholic mit Christiane Paul, Tobias Moretti und Ralf Bauer in den Hauptrollen, an dem sie als Autorin beteiligt war.
Fünf Jahre nach ihrer Brustkrebserkrankung verfasste Sixt den autobiographischen Roman Noch einmal lieben, der im April 2005 verfilmt wurde – ebenfalls nach ihrem Drehbuch. Seit 2004 erschienen Romane wie Traumtochter und Der transparente Mann sowie die Ratgeber Endlich gesund!, 7 Sicherungen für ein Leben nach dem Krebs und Everybody is Perfect. Die Verfilmung ihres Romans Eine ganz heiße Nummer, ebenfalls nach ihrem Drehbuch, avancierte mit mehr als 1,3 Millionen Besuchern zur zweiterfolgreichsten deutschen Arthouse-Produktion des Jahres 2011. Das von ihr anschließend verfasste Theaterstück von Eine ganz heiße Nummer hatte seine Uraufführung in der Komödie im Bayerischen Hof und wird bis heute deutschlandweit gespielt. Seit 2009 ist Sixt geschäftsführende Gesellschafterin der ATrack Film GmbH, die unter anderem Eine ganz heiße Nummer mitproduzierte.

## Privatleben
1995 wurde bei Sixt Brustkrebs diagnostiziert. Die ersten Jahre nach der Erkrankung lebte sie vorrangig im Ausland, vorwiegend in Los Angeles. Sixt ist Mitbegründerin von Brustkrebs Deutschland e.V. und Botschafterin der Gesellschaft für Biologische Krebsabwehr.

## Filmografie (Auswahl)
- 1996: Workaholic
- 2005: Noch einmal lieben
- 2007: Wie küsst man einen Millionär?
- 2008: Das Traumhotel – Karibik
- 2011: Eine ganz heiße Nummer
- 2012: Auf der Spur des Löwen
- 2016: Seitenwechsel
- 2019: Eine ganz heiße Nummer 2.0